# Северный полюс-7
Северный полюс-7 (СП-7) — советская научно-исследовательская дрейфующая станция. Открыта 23 апреля (официально — 1 мая) 1957 года в точке с координатами 82°06' с. ш.; 164°11' з. д. Закрыта 11 апреля 1959 года в точке с координатами 85°14' с. ш.; 33°00’з. д. На станции работали две смены полярников: 20 человек в первой смене и 22 — во второй. Смена состава станции состоялась 11 апреля 1958 года в точке с координатами 86°40' с. ш.; 150°00’ з. д.
СП-7 первой из советских станций дрейфовала в Западном полушарии вдоль Канадского Арктического архипелага. Скорость дрейфа СП-7 к полюсу составляла около 1,2—1,6 км в сутки, что было ниже средней скорости других станций (1,9—2,3 км/сутки).